# Мошкрин
Мошкрин (словен. Moškrin) — поселення в общині Шкофя Лока, Горенський регіон, Словенія. Висота над рівнем моря: 382,2 м.